# Изложба „Простор” (1984)
Изложба „Простор” се одржала у периоду од 8. до 30. јула у галерији Удружења ликовних уметника Србије, у улици Масарикова 4, и од 5. до 30. септембра 1984. године у слободном простору зеленог појаса поред купалишта на Ади Циганлији у Београду.

## Жири
Експонате за изложбу је одабрао жири у саставу:
- Љиљана Стојановић, историчар и председник жирија
- Момчило Јанковић, вајар
- Антон Краљић, вајар
- Слободанка Прекајски, архитекта
- Мирјана Радојчић, ликовни критичар
- Градимир Рајковић, вајар
- Михаило Станић, вајар

## Излагачи
1. Ана Виђен
2. Драган Димитријевић
3. Душан Марковић
4. Владан Мартиновић
5. Дубравко Милановић
6. Милија Нешић
7. Мице Попчев
8. Милорад Рашић
9. Драган Славић
10. Томислав Тодоровић